# Lista de membros da Royal Society eleitos em 1792
Esta é uma lista de Membros da Royal Society eleitos em 1792.

## Fellows
1. Archibald Alison (1757–1839)
2. William Bosville (1745–1813)
3. Leonard Chappelow (ca. 1744–1820)
4. James Stanier Clarke (1766–1834)
5. James Currie (1756–1805)
6. Samuel Davis (1760–1819)
7. Richard Colt Hoare (1758–1838)
8. Thomas Hussey (1741–1803)
9. John Komarzewski (ca. 1744–1810)
10. Charles Long, 1st Baron Farnborough (1761–1838)
11. George Macartney, 1st Earl Macartney (1737–1806)
12. Frederick Montagu (1733–1800)
13. David Pennant (-1841)
14. Richard Dickson Shackleford (1743–1829)
15. James Six (1731–1893)
16. Samuel Solly (1724–1807)
17. Stephen Weston (1747–1830)